# Alexander Lindsay (6e comte de Balcarres)
Alexander Lindsay, 6e comte de Balcarres et de jure 23e comte de Crawford (18 janvier 1752 - 27 mars 1825) est le fils de James Lindsay (5e comte de Balcarres). Il est général dans l'armée britannique. 

## Biographie
Il entre dans l'armée à l'âge de quinze ans en tant qu'enseigne du 53e régiment de fantassins. Après avoir fréquenté le Collège d'Eton, il étudie pendant deux ans à l’Université de Göttingen, puis achète une capitainerie au sein du 42nd Highland Regiment en 1771. Il participe à la guerre d'indépendance américaine. En 1777, il est nommé commandant du 53e régiment et commande les compagnies d'infanterie légère lors de la bataille de Saratoga (1777), où il se rend avec Burgoyne. Il est libéré de captivité en 1779. 
À cette époque, il fonde le célèbre Haigh Ironworks avec ses partenaires, son frère Robert et James Corbett. 
Commandant des forces à Jersey de 1793 à 1794, il est ensuite nommé gouverneur de la Jamaïque. Il est gouverneur lorsque la deuxième guerre des Marrons éclate et il a si mal géré la situation qu'il a laissé un conflit mineur se transformer en un conflit coûteux qui a duré des mois,. Balcarres a sous-estimé les capacités de combat de la guérilla des Nègres marrons de Jamaïque, qui ont eu le meilleur dans les escarmouches sur les soldats sous le commandement des généraux du gouverneur. Finalement, l'un de ses généraux, George Walpole, persuade le chef des Marrons de la ville de Cudjoe (ville de Trelawny), Montague James, de se rendre à condition qu'ils ne soient pas déportés. Cependant, Balcarres renverse la promesse de Walpole et les déportent en Nouvelle-Écosse. Au lendemain de la Seconde Guerre des Marrons, Balcarres s’est battu pour disperser la communauté en fuite de Cuffee (Jamaïque) dans le Pays Cockpit dans l’ouest de la Jamaïque. 
Il est promu lieutenant-général en 1798 et démissionne de son poste de gouverneur en 1801. Le 25 septembre 1803, il est promu général. 
À son retour de la Révolution américaine, il est présenté à Benedict Arnold, qui a dirigé plusieurs attaques sur sa position à Saratoga. Balcarres snobe Arnold comme un traître, et un duel s'ensuit, aucune des deux parties n'ayant été blessée. Après avoir été mutilé dans un accident, il se retire dans la deuxième maison de la famille à Haigh Hall, près de Wigan. À sa mort, son fils aîné, James, 7e comte, lui succède. Après que James ait réussi à faire valoir son titre de comte de Crawford en 1848, le titre est attribué à Alexander à titre posthume, même s'il ne l'a pas revendiqué lui-même.

## Famille
Le 1er juin 1780, il épouse sa cousine, Elizabeth Bradshaigh Dalrymple, qui hérite Haigh Hall, dans Haigh près de Wigan, Lancashire. Ils ont cinq enfants : 
- Elizabeth Keith Lindsay (décédée en 1825), arrière-arrière grand-mère d'Oswald Mosley
- James Lindsay (24e comte de Crawford) (1783-1869)
- Edwin Lindsay
- Charles Robert Lindsay (1784-1835)
- Anne Lindsay (décédée en 1846)

Il est ensuite promu au grade de colonel et nommé lieutenant-colonel commandant du 71e Régiment de fantassins composé des quatre compagnies supplémentaires avec le recrutement des 71e Highlanders en Écosse. Il est choisi comme représentant de l'Écosse en 1784 et est réélu jusqu'en 1807 inclus. Le 27 août 1789, il est nommé colonel du 63e régiment d'infanterie et promu major général en 1793. 
Son fils cadet, Edwin Lindsay, officier de l'armée indienne, est déclaré fou après avoir refusé de se battre en duel et est envoyé à Papa Stour, dans les îles Shetland. Il passe 26 ans là-bas en tant que prisonnier avant que le prédicateur quaker Catherine Watson n'obtienne sa libération en 1835,. 